# Джеймс Вітл
Джеймс Вітл (англ. James Whittle; 1757—1818) — англійський художник, картограф та видавець.
Джеймс Вітл публікував карикатури на політичні, соціальні і побутові теми. Відзначали його доброзичливий і товариський характер, що надавало йому популярність. У його крамниці збиралися різні освічені люди.
У 1794 році видавець Роберт Саєр, після того як він захворів, передав своїм працівникам Джеймсу Вітлу і Робертом Лорі свій бізнес. Партнери дали назву видавництву Whittle & Laurie. Після того як Роберт Лорі в 1812 році відійшов від справ у фірмі, його син Річард разом з Джеймсом Вітлом керували видавництвом до смерті Вітла у 1818 році.
У своєму видавництві Вітл надрукував декілька сотень власних карикатур.